# Nichtstörer
Der Nichtstörer ist in Abgrenzung zum Störer (Verhaltens- oder Zustandsstörer) ein Begriff aus der Dogmatik des Öffentlichen Rechts, insbesondere des Polizei- und Ordnungsrechtes (verbreitet auch Gefahrenabwehrrecht genannt). In den entsprechenden Normen wird der Nichtstörer „nicht verantwortliche Person“ genannt, der Name „Nichtstörer“ ist eine Erfindung der Rechtsdogmatik.
Den Nichtstörer zeichnet aus, dass er keine Gefahr, im Gegensatz zum Verhaltensstörer (unmittelbar) oder Zustandsstörer (mittelbar), für die öffentliche Sicherheit darstellt oder verursacht.
Der Nichtstörer ist der typische Bürger, der mit einer bestimmten Situation nichts zu tun hat, aber von den Gefahrenabwehrbehörden (Polizei, Stadtpolizei oder Ordnungsamt) dazu verpflichtet wird, eigene Güter und/oder eigene Arbeitskraft zur Beendigung der Situation einzusetzen. Ein Beispiel ist der Eigentümer eines Sees, der für Feuerlöscharbeiten als Wasserquelle gebraucht wird.

## Gesetzliche Normierung
Die deutschen Polizeigesetze wie auch das Zollfahndungsdienstgesetz (§ 26 Abs. 2 ZFdG) kennen den Nichtstörer. Aufgrund seiner bundesweiten Gültigkeit ist hier die Beschreibung des Nichtstörers aus dem Bundespolizeigesetz (BPolG) exemplarisch herangezogen. Es kann in den einzelnen Landespolizeigesetzen zu Abweichungen kommen.
Auszug aus dem Gesetz über die Bundespolizei:
§ 20 – Inanspruchnahme nicht verantwortlicher Personen
(1) Die Bundespolizei kann Maßnahmen gegen andere Personen als die nach § 17 oder § 18 Verantwortlichen richten, wenn
1. eine gegenwärtige erhebliche Gefahr abzuwehren ist,
2. Maßnahmen gegen die nach § 17 oder § 18 Verantwortlichen nicht oder nicht rechtzeitig möglich sind oder keinen Erfolg versprechen,
3. die Bundespolizei die Gefahr nicht oder nicht rechtzeitig selbst oder durch einen Beauftragten abwehren kann und
4. die Personen ohne erhebliche eigene Gefährdung und ohne Verletzung höherwertiger Pflichten in Anspruch genommen werden können.

Die Maßnahmen dürfen nur aufrechterhalten werden, solange die Abwehr der Gefahr nicht auf andere Weise möglich ist.
(2) Die Bundespolizei kann ferner Maßnahmen gegen andere Personen als die nach § 17 oder § 18 Verantwortlichen richten, soweit sich dies aus den nachfolgenden Vorschriften dieses Abschnitts ergibt.
Diese Voraussetzungen sind kumulativ zu erfüllen, d. h., dass alle in § 20 Abs. 1 BPolG genannten Voraussetzungen gegeben sein müssen, um einen Nichtstörer in Anspruch nehmen zu können.
Es gibt allerdings noch Verwaltungsvorschriften die Näheres hierzu regeln.